# Isikava prefektúra
 Isikava prefektúra Japánban, a Honsú szigeten, Csúbu régióban fekszik. Fővárosa Kanazava.

## Városok
10 város található ebben a prefektúrában.
| - Hakui - Hakuszan - Kaga - Kahoku - Kanazava (főváros) - Komacu | - Nanao - Nomi - Nonoicsi - Szuzu - Vadzsima |

## Kisvárosok és falvak

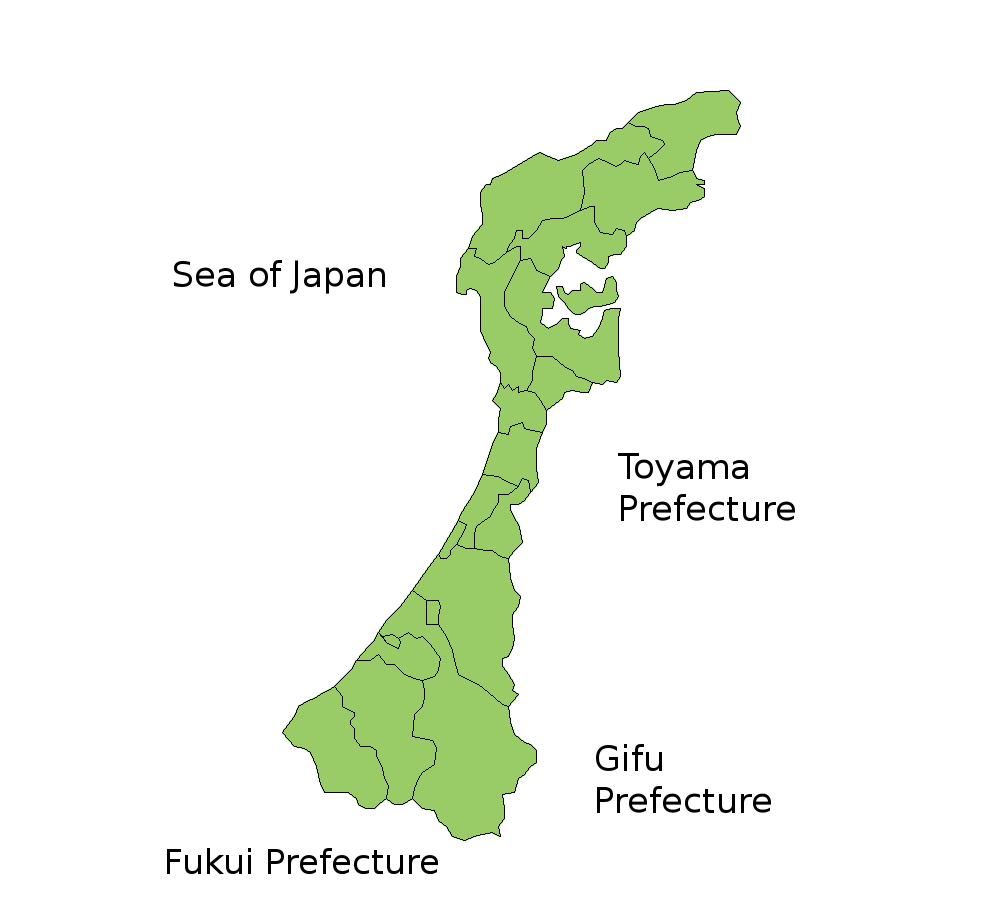
Isikava prefektúra térképe

| - Hakui körzet Hódacusimizu Sika - Hószu körzet Anamizu Noto | - Kahoku körzet Cubata Ucsinada - Kasima körzet Nakanoto - Nomi körzet Kavakita |